# Сержа Лифаря (станція швидкісного трамвая)
50°31′00″ пн. ш. 30°36′16″ сх. д. / 50.51667° пн. ш. 30.60444° сх. д.
«Сержа Лифаря» (у 2000–2008 роках — «Сабурова», з 2012 по 2019 — «Олександра Сабурова») — станція Лівобережної лінії Київського швидкісного трамвая, розташована між станціями «Олександри Екстер» і «Рональда Рейгана». Відкрита 26 травня 2000 року. Названа за однойменною вулицею.

## Реконструкція
1 січня 2009 року разом з усією лінією закрита на реконструкцію. Перед повторним відкриттям лінії станція зазнала кардинальної реконструкції, недобудовані конструкції були частково розібрані, частково використані для будівництва нового вестибюля станції. На станції 24 жовтня 2012 року відбулося урочисте відкриття Лівобережної лінії Київського швидкісного трамвая.

## Перспектива
На місці станції в майбутньому планується побудувати станцію «Вулиця Сабурова» Лівобережної лінії Київського метрополітену.

## Конструкція

### Платформи, що використовувались
Станція до реконструкції мала дві платформи, розраховані на прийом трамвайних поїздів, не більше ніж із трьох вагонів. Обидві платформи були максимально прості, укладені квадратними бетонними плитами. Для забезпечення безпеки пасажирів між коліями було встановлено металеву огорожу, однак потім одна секція була демонтована. На платформі, з якої відбувалась посадка на трамваї, що курсували у напрямку ст. «Ватутіна» існувала інформаційна табличка. Після закриття лінії табличку було знято. Входи та виходи до платформ розташовувалися біля краю шляхопроводу. Всього було чотири входи/виходи (по два з боку вул. Сержа Лифаря і вул. Градинської на кожну платформу).

### Початкова недобудована станція
Початкова станція історично цінна насамперед тим, що наочно показує, якими планувались інші три станції («Цвєтаєвої», «Драйзера» і «Каштанова»). Станція має дві бокові платформи, які розраховані на обслуговування трамваїв із трьох вагонів. Платформи знаходяться на підвищенні. Для забезпечення безпеки пасажирів між коліями було встановлено металеву огорожу. Для переходу з платформи на платформу пасажири мали користуватися сходами. Цими ж сходами можна було вийти до шляхопроводу, що з'єднував вулиці Сержа Лифаря та Градинську і був побудований спеціально для функціонування лінії швидкісного трамвая.

## Зображення

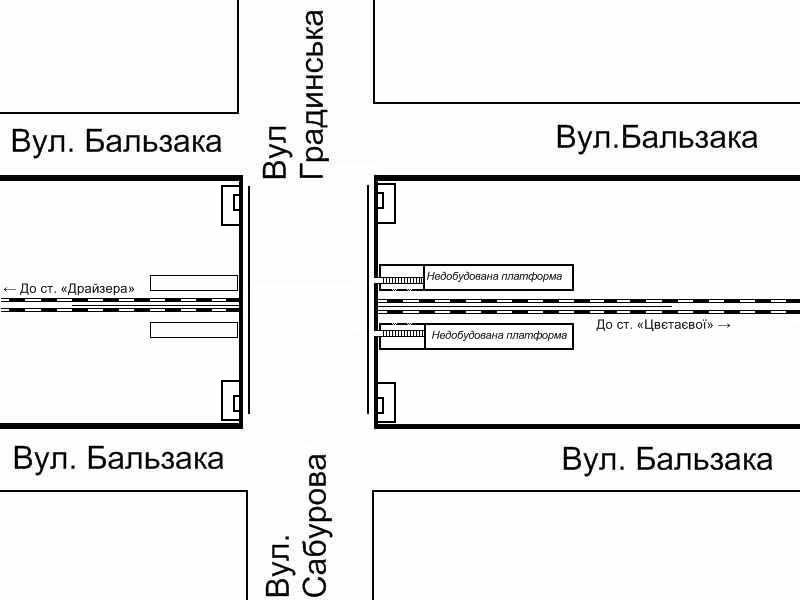
Схема станції
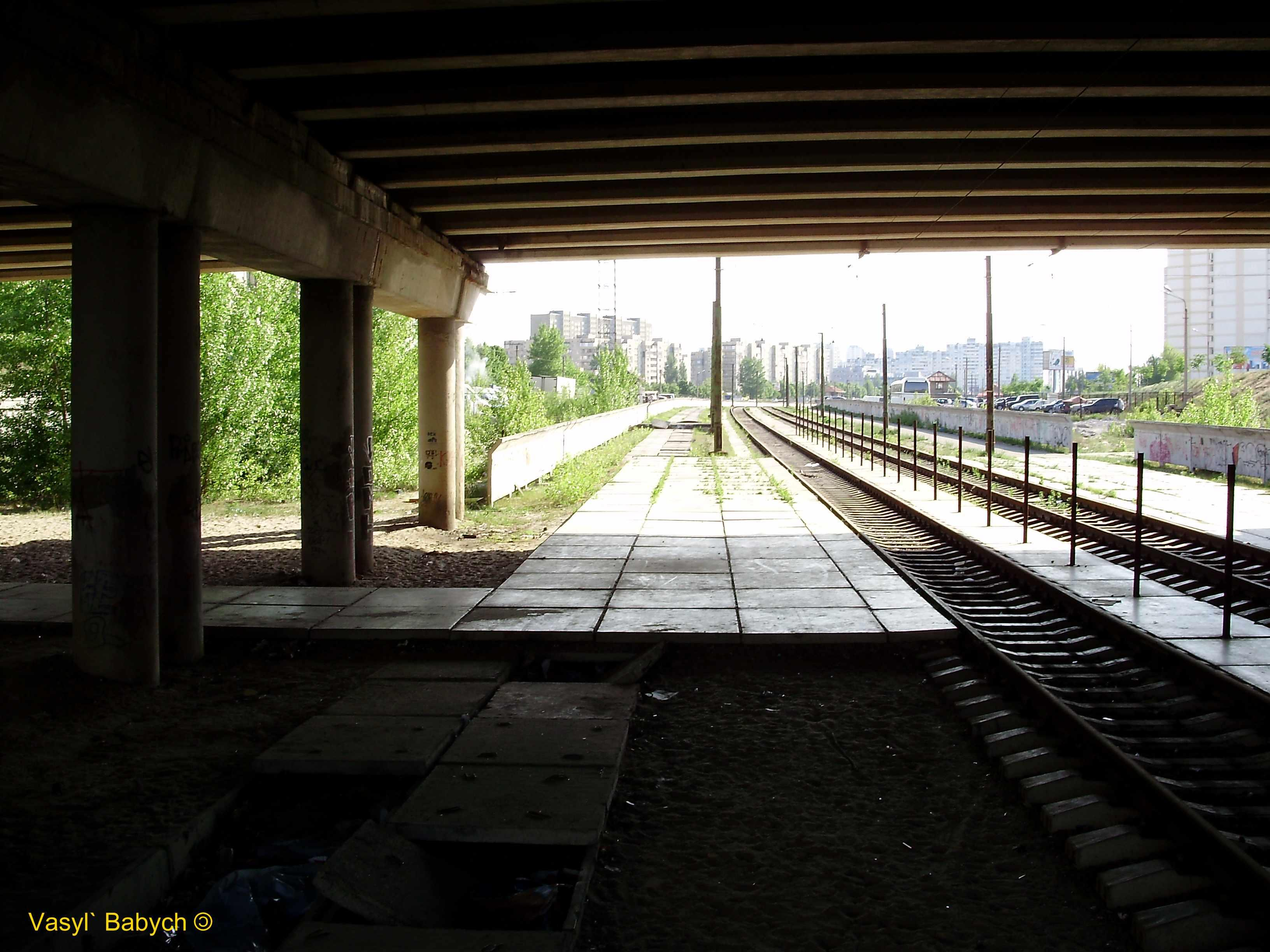
Станція до реконструкції
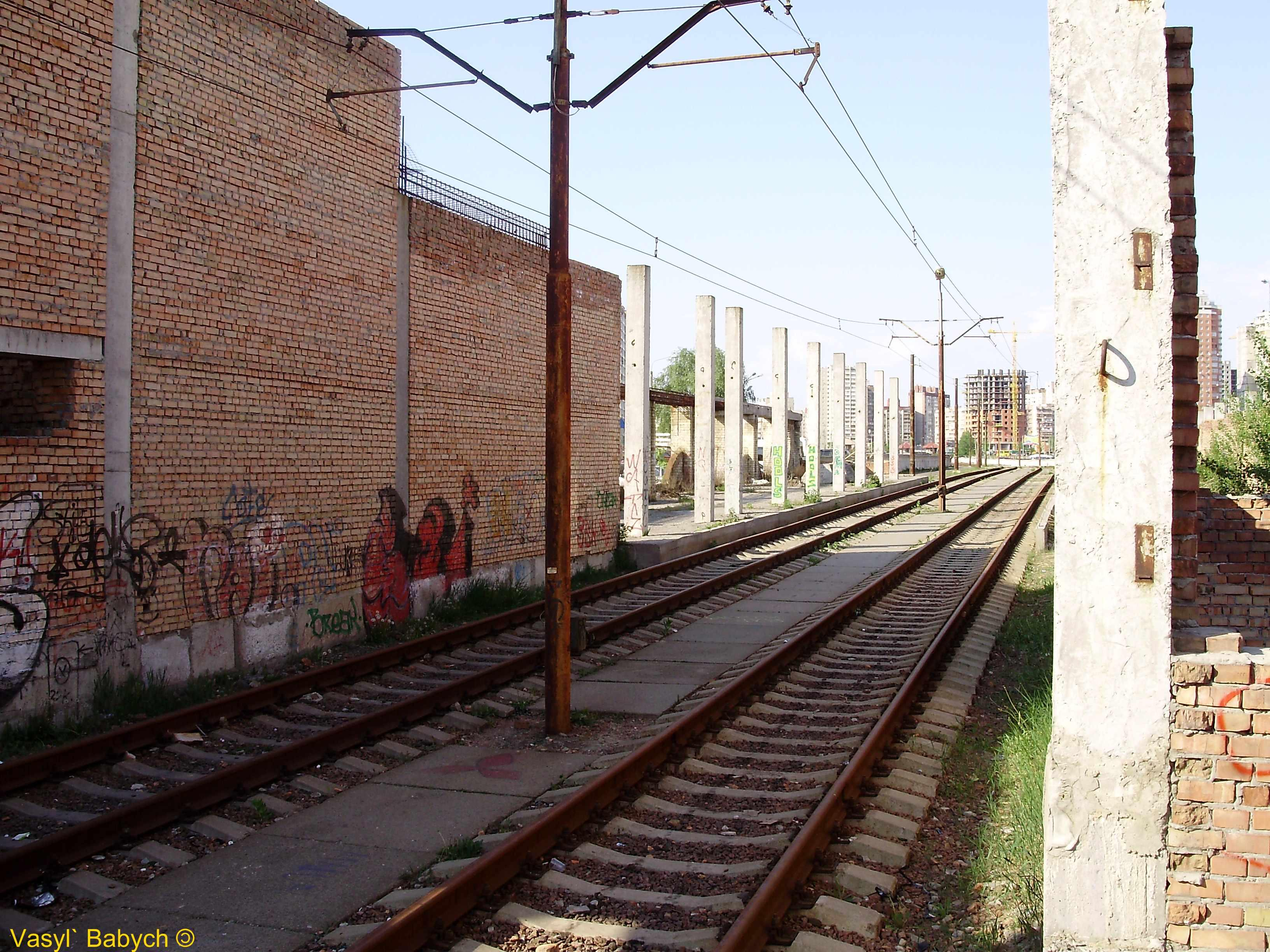
Недобудована станція